# Pljugica
Luka Bijelović (Beograd, 20. decembar 2000), poznatiji pod umetničkim imenom Lule Pljugica ili samo Pljugica, srpski je muzičar.

## Biografija
Luka Bijelović je rođen 2000. godine u Beogradu. U rodnom gradu je završio dizajnersku školu, a od 2016. godine je počeo da snima za Jutjub.
Muzičku karijeru započeo je 2022. godine, kada je sa Dragomirom Despićem, poznatijim kao Desingerica, objavio prvi singl Kucci Kucci. Pesma je za kratko vreme pridobila pažnju publike i medija, pošto su za potrebe snimanja spota zaustavili autoput.
Na leto je ovaj dvojac sarađivao sa Lackuom, sa kim su objavili pesmu Pistacc. 
Potom je septembra izašla pesma Balkanacc koja predstavlja spoj repa i turbo-folka.
Do kraja godine usledile su pesme Tuckavacc i Praccka, a početkom 2023. su objavili duete Ficcni i Novacc. Krajem juna 2023. nastupao je na Belgrade Music Week festivalu na Ušću pred nekoliko desetina hiljada posetilaca.

## Diskografija

### Singlovi
- (. Desingerica, 2022)
- (. Designerica, Lacku, 2022)
- (. Desingerica, 2022)
- (. Desingerica, 2022)
- (. Desingerica, Lacku, 2022)
- (. Desingerica, 2023)
- (. Desingerica, 2023)
- (. Desinegrica, Djexon, Coja, 2023)
- (. Desingerica, 2023)
- (. Desingerica, 2023)
- (. Desingerica, 2023)
- Srce od karbona (2023)
- Brdo kešova (2024)
- Šapnem (2024)
- Opa ppa (2024)
- Gad (2024)
- Davaj, davaj (ft. Bilyanish, 2024)

## Spoljašnje veze
- Pljugica na sajtu